# ミカエル
ミカエル（ヘブライ語: מִיכָאֵל Mîḵā’ēl, 英: Michael）は、旧約聖書の『ダニエル書』、新約聖書の『ユダの手紙』『ヨハネの黙示録』、旧約聖書外典『エノク書』などに名が現れる天使。日本正教会では教会スラヴ語・ロシア語からミハイルと表記される。

## 概説
ミカエルは、旧約聖書からユダヤ教、キリスト教、イスラム教へ引き継がれ、教派によって異なるが三大天使・四大天使・七大天使の一人であると考えられてきた。彼はユダヤ教、キリスト教、イスラム教においてもっとも偉大な天使の一人であり、「熾天使」として位置づけられることもある。

## 名称
「ミカエル」という名前を直訳すれば「神に似たるものは誰か」(mî疑問詞「誰」 + kə「～のような」 + hā ’ēl「神」)という意味になるが、『タルムード』では「誰が神のようになれようか」という反語と解される。
カトリック教会では、ミカエルは大天使聖ミカエルの称号で呼ばれる。日本ハリストス正教会では現代ギリシャ語とロシア語読みから転写し、神使ミハイルと呼ぶ。
欧米では男女を問わず、人の名前の元となっている。
英語のマイケル (Michael) 、ドイツ語のミヒャエル (Michael) 、フランス語のミシェル (Michel) 、スペイン語・ポルトガル語のミゲル (Miguel) 、 イタリア語のミケーレ (Michele) 、フィンランド語のミカ (Mika) 、ロシア語のミハイル (Михаил)、アラビア語のミーカーイール (ميخائيل)、など。

## 図像イメージ

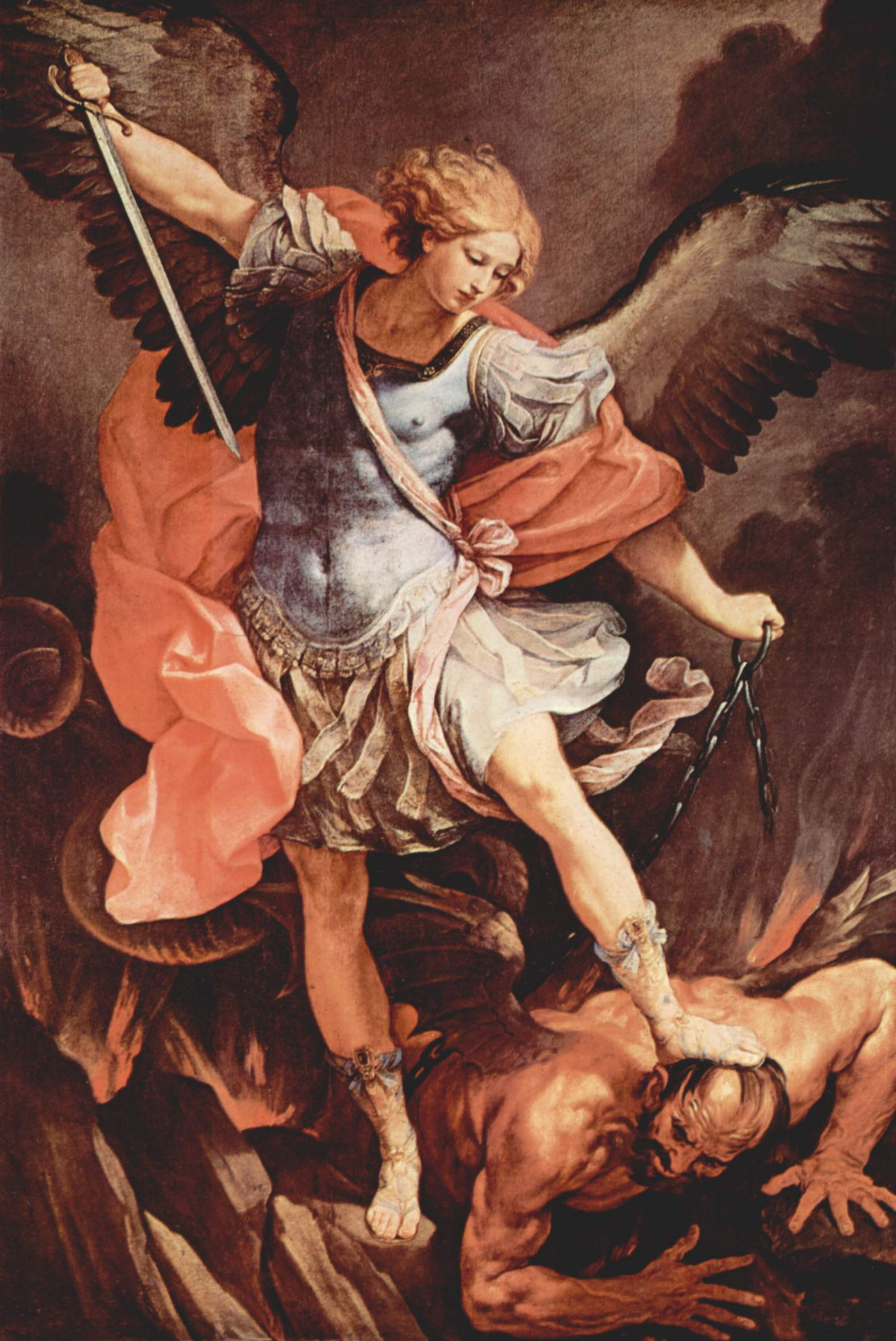
グイド・レーニによる『大天使ミカエル 』

ミカエルの図像は、甲冑をまとって天の軍団の先頭をいく、といったイメージが一般的とされる。彼の図像は、背には翼が広がっているものが多い。場合によっては孔雀の尾羽のような文様の翼を有した姿で描かれることがある。また、彼の右手に剣、左手には魂の公正さを測る秤を携えている姿で描かれることもある。

## 聖書の記述
聖書でミカエルがあらわれるのは、『ダニエル書』10章13-21、同12章1、『ユダの手紙』1章9、『ヨハネの黙示録』12章7である。
- ダニエル書の中ではダニエルの元に使わされた者を助けるために現れたと描写されている[3][4]。
- ユダの手紙の中では、ミカエルは天使達の「長」[5]や「かしら」[6]として表現されている。モーセの死体についてサタンと意見を論じ合っているが、相手をののしりさばくことはあえてされず、ただ「主がおまえを戒めて下さるように」と言った[7]。
- 黙示録ではサタンよりも強力な存在として描かれている[8]。

ミカエルは旧約聖書外典である『エノク書』にもあらわれる。

## ユダヤ教におけるミカエル
旧約聖書の中でミカエルの名前が出るのは『ダニエル書』10章および12章のみである。彼は、断食後のダニエルの見た幻の中にペルシアの天使たちと戦うためにつかわされたイスラエルの守り手として現れる。聖書学者たちの中には『ヨシュア記』の中にすでにミカエルの姿の原型があらわれていると考えるものもある。
旧約聖書にはミカエルへの言及はほとんどない。にもかかわらず、ラビ伝承によってミカエルはさらに多くの役割を与えられることになった。『ダニエル書』に描かれるイスラエルの守護者というイメージから、ミカエルと堕天使サマエルとの争いという伝承が生まれた。サマエルはもともと天使であったが天国から追放されて堕天使となったとされる。サマエルが天国から突き落とされたとき、ミカエルの羽を押さえ込んで道づれにしようとしたが、ミカエルは神自身によって救い上げられたという。旧約聖書外典『モーセの昇天』に描かれたミカエルとサマエルの死闘は、のちに竜（悪魔の象徴）と争うミカエルというイメージを生み出した。
ロトがソドムから逃げ出させたのも、イサクがいけにえにされるのをとめたのも、モーセを教え諭して導びいたのも、イスラエルに侵攻するセンナケリブの軍勢を打ち破ったのもミカエルであるとされている。
ユダヤ教指導者ラビたちによって天使へのゆきすぎた信心が規制されるようになっても、ミカエルのみは「イスラエルの守り手」として特別な地位を保たれた。ユダヤ教ではミカエルへの祈りが盛んにつくられている。
天上のエルサレムへユダヤ教徒の魂を迎え入れるのも、終わりのときにラッパを吹き鳴らすのもミカエルであるとされている。中世以降、カバラ思想が発達していくと、イスラエルの守り手ミカエルは「ユダヤ人の守り手」となっていった。

## キリスト教におけるミカエル

### カトリック教会

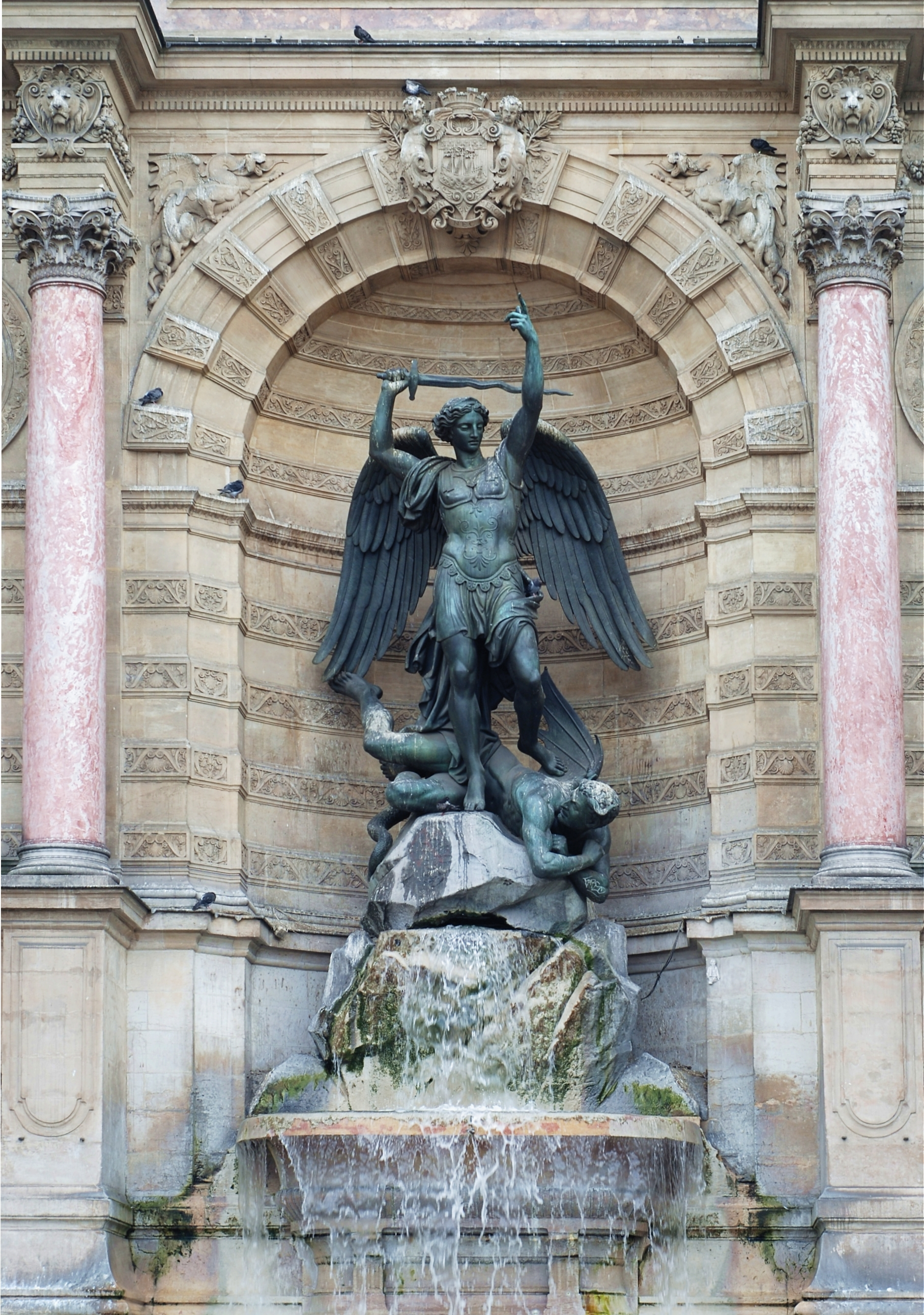
パリの聖ミカエル大通り(en)にあるミカエル像

カトリック教会ではミカエルを「大天使聖ミカエル」と呼んでいる。この大天使とは、偽ディオニシウス・アレオパギタが定めた天使の九階級のうち下から二番目に属するものである。これは中世初期の頃までは大天使が天使の最高階級と考えられていたためとされる。
また、ジャンヌ・ダルクに神の啓示を与えたのはミカエルだとされている。
その後、ミカエルは人ではないが聖人と同じようにカトリック教会の間で広く崇敬されるようになった。カトリック教会ではミカエルをガブリエル、ラファエルと並ぶ三大天使の一人としており、ミカエルは守護者というイメージからしばしば山頂や建物の頂上に彼の像が置かれた。ルネサンス期に入ると、ミカエルはしばしば燃える剣を手にした姿で描かれるようになった。ミカエルは、右手に剣、左手に秤を持つことから、武器と秤を扱う職業の守護者とされた。中世においては、ミカエルは兵士の守り手、キリスト教軍の守護者となり、十字軍兵士の崇敬を集めた。現代のカトリック教会では、兵士、警官、消防官、救急隊員の守護聖人になっており、地域ではドイツおよびウクライナ、フランスの守護聖人とされている。
カトリック教会における日本の守護聖人もかつてはミカエルであるとされた。これはフランシスコ・ザビエルによって定められたが、のちにザビエル自身が日本の守護聖人とされている。
またミカエルは、地上におけるカトリック教会全体の保護者とされていて、第2バチカン公会議以前はミサのあとに唱える「大天使聖ミカエルへの祈り」があった。
カトリック教会ではミカエルはガブリエル、ラファエルとともに9月29日が祝日になっており、かつてイギリスの大学ではこの日が始業日であった。カトリック教会ではミカエルに捧げられた教会や修道院が多数作られている。492年のイタリアはガルガーノ山の「大天使聖ミカエルのバシリカ（聖堂）」をはじめ、有名なものではフランスのモン・サン・ミシェルがあげられる。590年、ローマのハドリアヌス廟にミカエルが現れ、ペスト蔓延が終焉に至ったという。これにより、ハドリアヌス廟は「サンタンジェロ城」と呼ばれることになった。

### 正教会

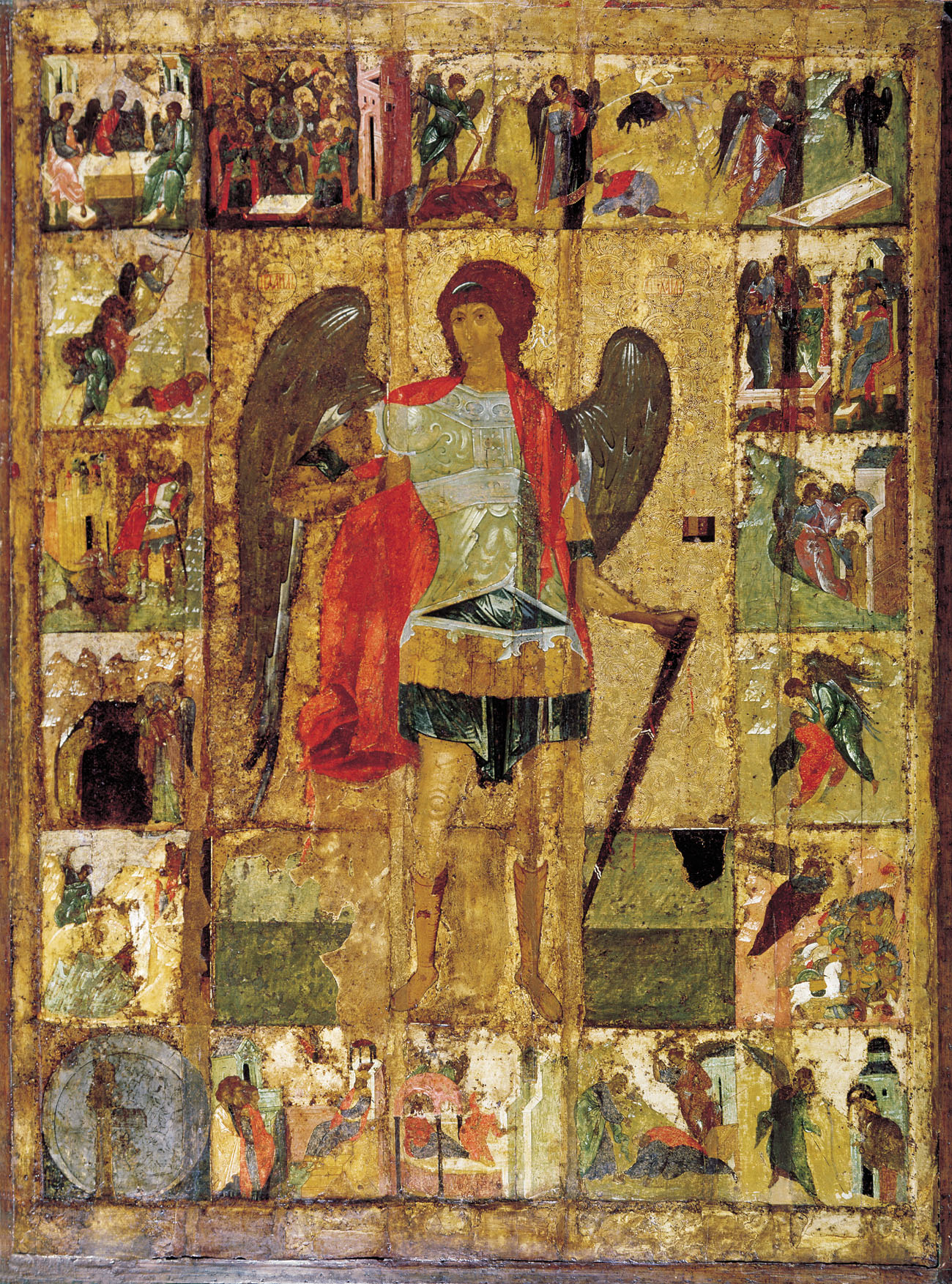
モスクワの聖天使首大聖堂にあるミハイル（ミカエル）のイコン

正教会では、ミカエルはしばしばガウリイル（ガブリエル）とともにイコノスタシスの門に描かれる。

### プロテスタント
聖書信仰に立つ福音派では聖書の教理に基づいてミカエルの存在を認識している。

### キリスト教系の新宗教
エホバの証人、セブンスデー・アドベンチスト教会ではミカエルはイエス・キリストと同一視されている。エホバの証人側では、天におられる時の名前がミカエル、地上におられた時の名前がイエス・キリストであるとしている。
末日聖徒イエス・キリスト教会では人祖アダムの天上における姿がミカエルであると考えられている。

## イスラム教におけるミカエル
イスラム教ではミカエルはミーカーイールと呼ばれる。彼は四人の大天使（ミーカーイールとジブリール、アズラーイール、イスラーフィール）の一人であるとされ、『クルアーン』の中でもミーカーイールについて言及されている箇所がある。
ただしイスラムでは、ジブリール（ガブリエル）が神と預言者ムハンマドの仲立ちをし啓示をもたらしたとされるため、天使の首位を占めるのはジブリールであり、ミーカーイールは次点であるとされている。
ミーカーイールは慈悲深い性格で、地獄で苦しむ罪人の様子を見ては、嘆き悲しみ、神に彼らへの恩赦を乞うている。神は、ミーカーイールの慈悲深さを貴び、ミーカーイールの目から流れる涙を全て天使に変え、第七天にミーカーイールと共に住まわせ、最後の審判まで世界の維持を務めさせている。
ミーカーイールは、地獄の罪人に同情するが故に笑う事が無くなったという。

## その他

### 異教由来の起源
3世紀のラビ、シメオン・ベン・ラキシュは、ミカエルという名前や天使の思想はユダヤ人が新バビロニア王国に捕囚されていた時代にバビロニアの宗教の影響によって彼らの信仰する神（たとえばマルドゥク）が取り込まれたものだという説を唱えた。この説は現代の学者たちに広く受け入れられている。元々ミカエルはカルデア人に信仰された神であったと考えられている。このほか、彼がメタトロンと同じくミトラ神を起源とするという説がある。

### 西洋儀式魔術
儀式魔術では、四大天使に四大元素との象徴的対応関係が設定されており、ミカエルは火の元素、赤色、南に関連付けられる。
初期ユダヤ教の占星術では彼は水星と結びつけられたが、中世キリスト教の頃に太陽と結びつけられるようになった。

### 俗説
ミカエルは菓子職人の守護聖人とされる。フランスでは、彼の名をとった「サン・ミシェル」と呼ばれるケーキが生まれているほか、ミカエルの祝日である9月29日は「洋菓子の日」である。

### 小説での登場
ラリー・ニーブンとジェリー・パーネルが共著したSF小説「降伏の儀式」には、異星人の母船を攻撃するために、核爆発を推進力とする大型宇宙船が登場するが、このコードネームが大天使「ミカエル」である。

## ギャラリー

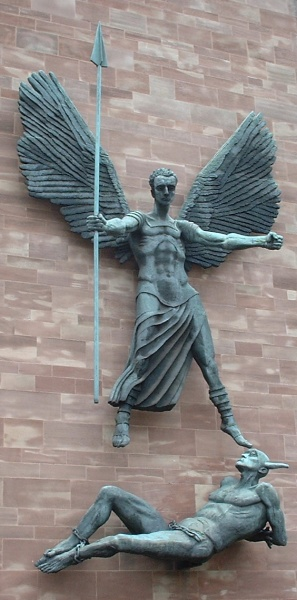
悪魔を倒す聖ミカエルの勝利。コベントリ大聖堂(en)入口のJacob Epstein(en)による像。
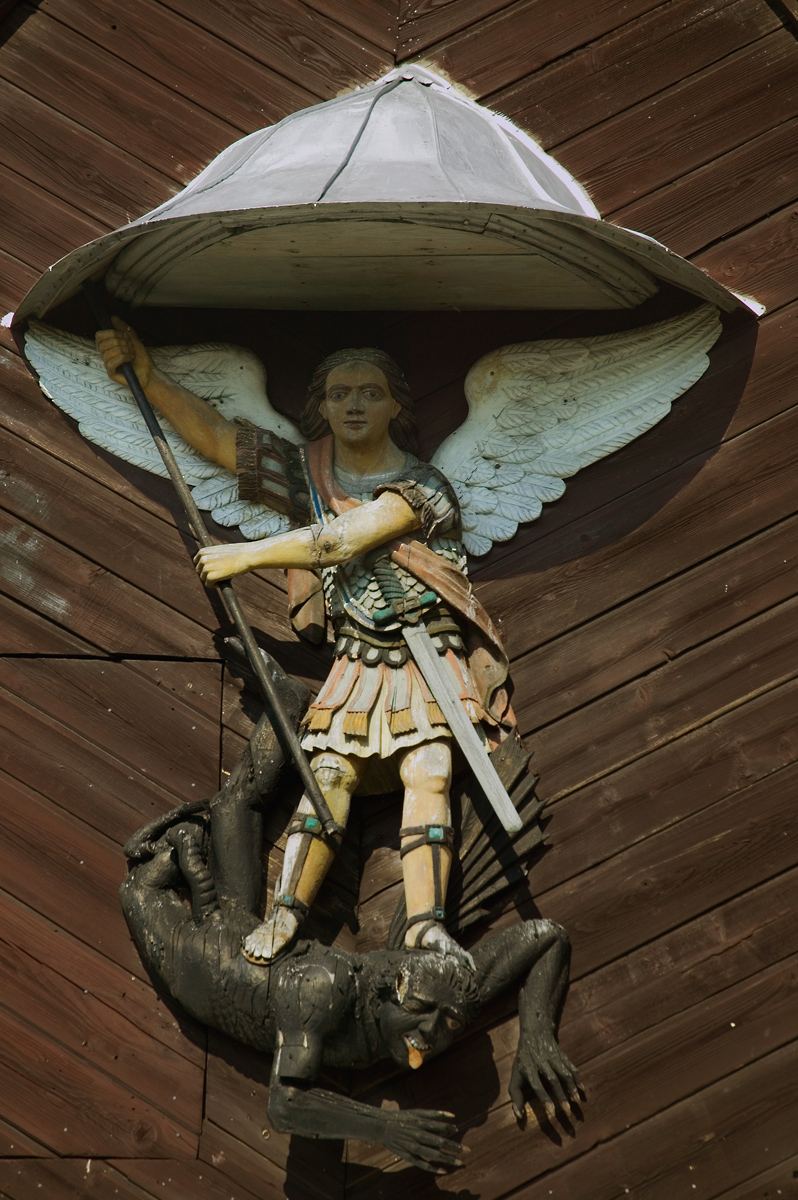
大天使ミカエルの木像。18世紀、ポーランド、Szalowa (en)。
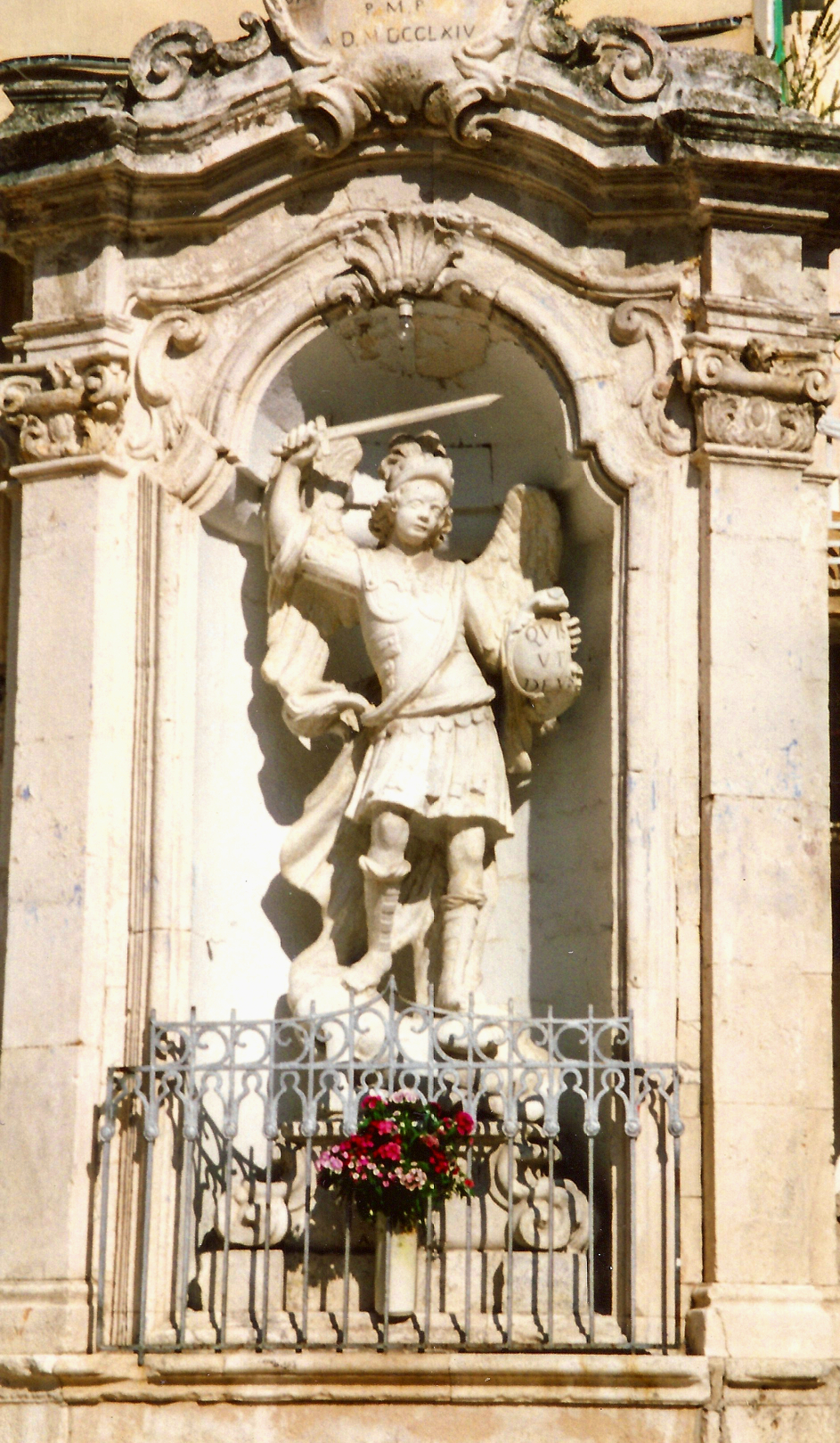
Nicole Altieriによる大天使ミカエルの像。17世紀後半、イタリア Piazza (en)。
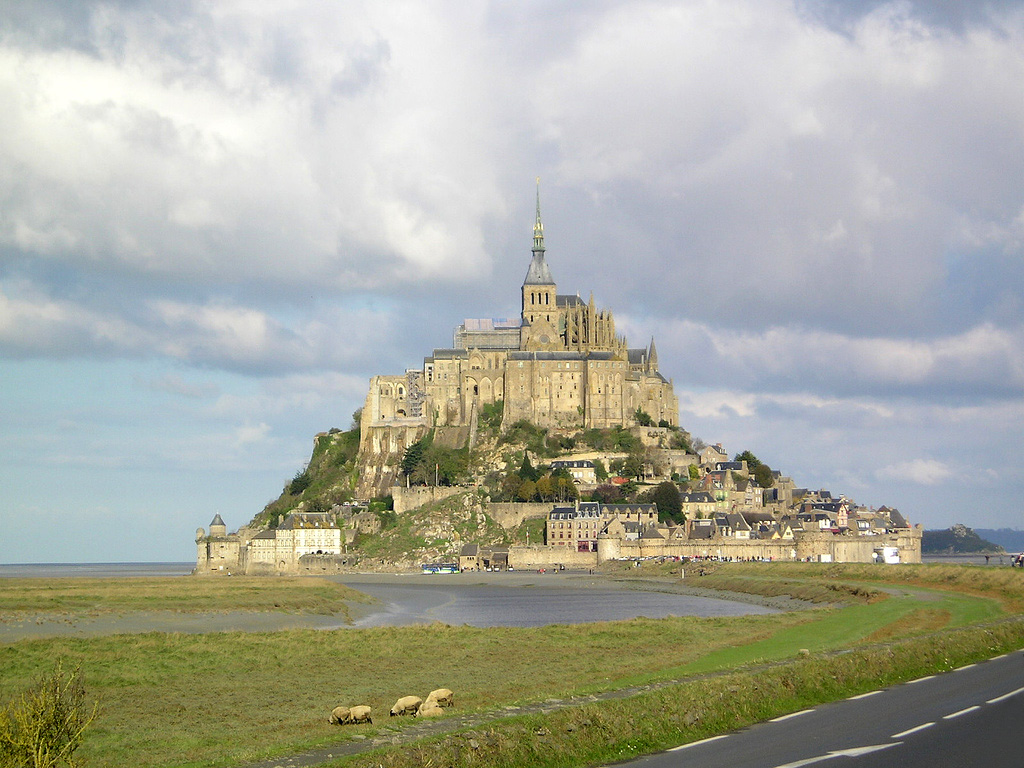
フランス、ノルマンディーのモン・サン＝ミシェル（聖ミカエル山）。
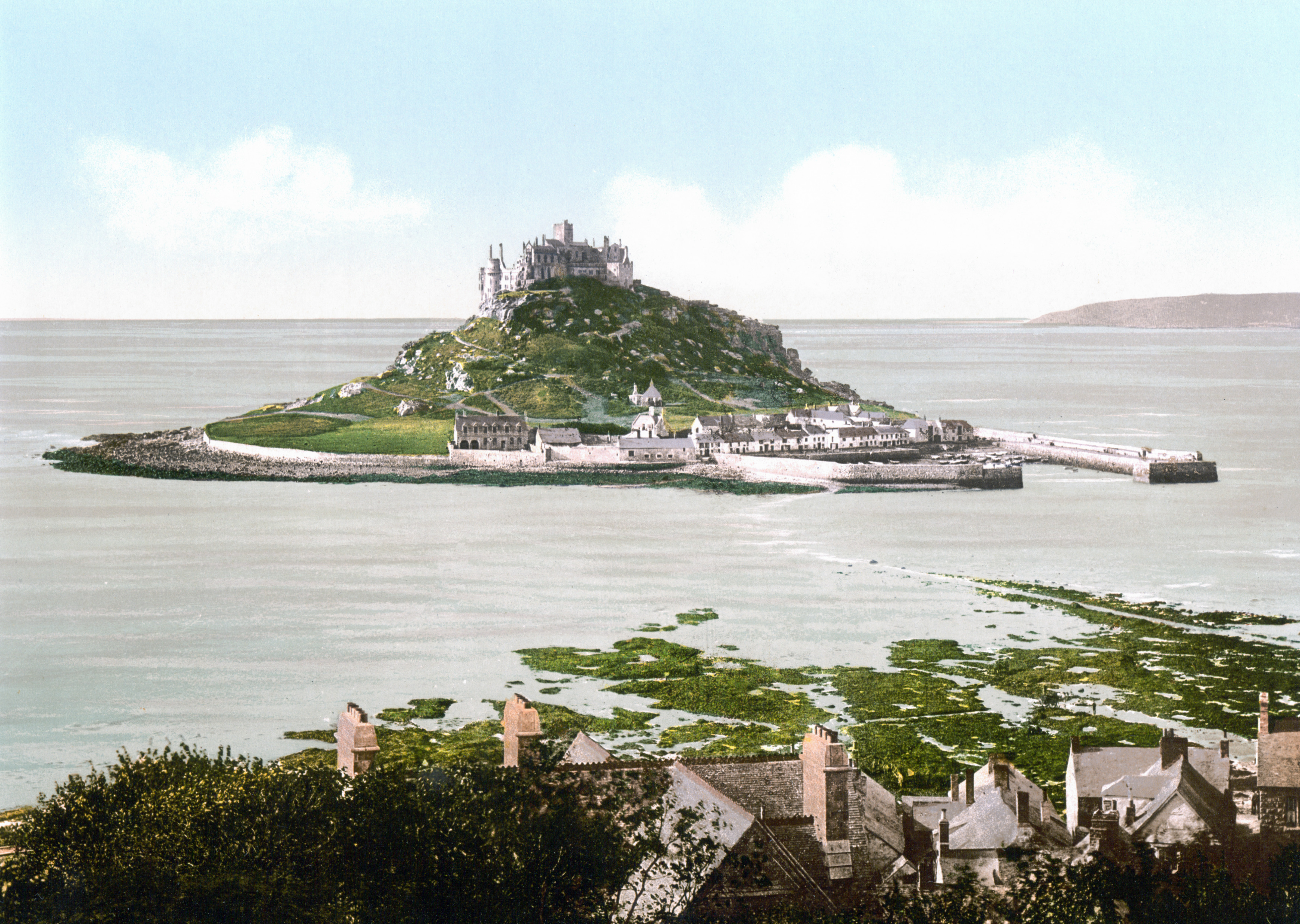
イギリス、コーンウォールの聖ミカエル山(en)。
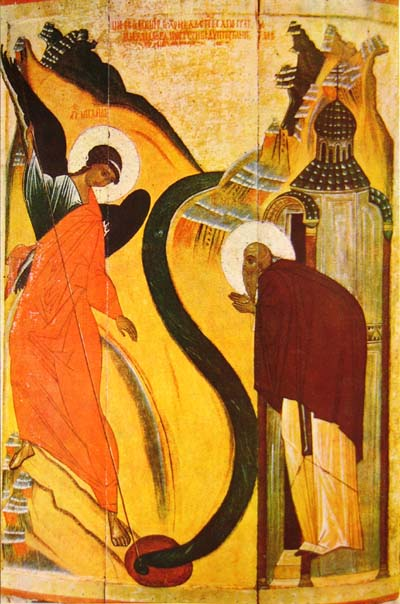
聖ミカエルの奇跡。15世紀、ロシアのイコン。
サタンを打ち倒す大天使ミカエル。ロシア、アルハンゲリスクの紋章。アルハンゲリスクの都市名もミカエルに由来している。
大天使ミカエル十字。鉄衛団が使用した。
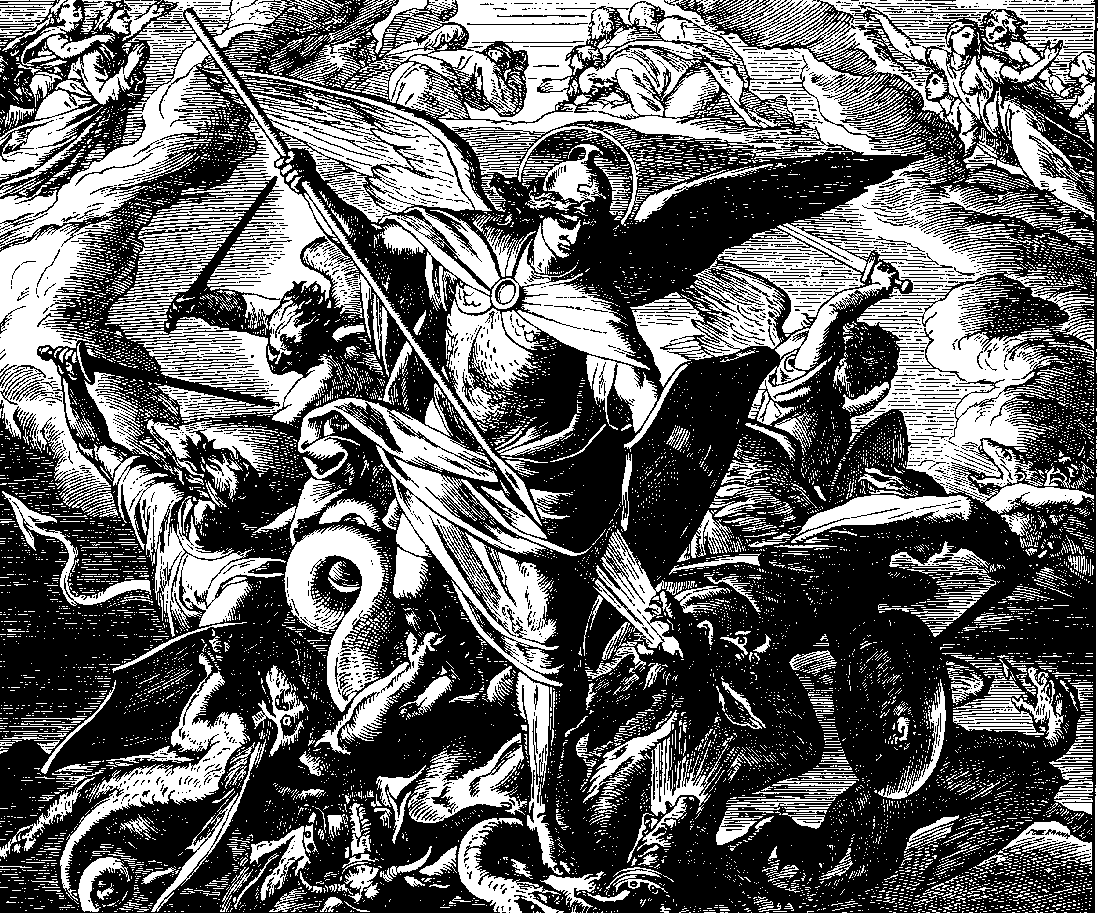
『ヨハネの黙示録』に登場するミカエルとドラゴンの戦い。1860年の木版画
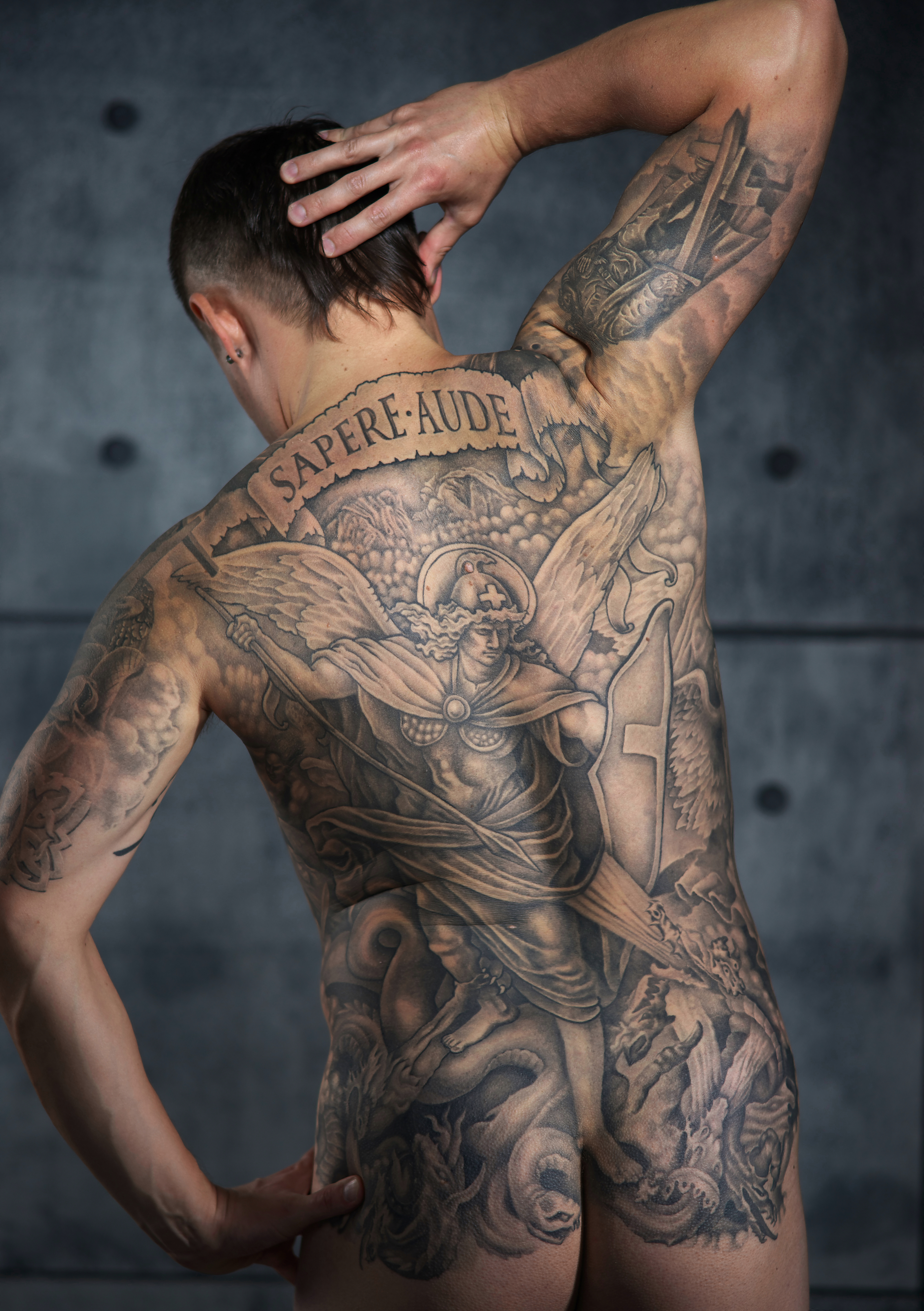
左記の木版画を元にした入れ墨。ロシア。ミカエルは戦いの守護聖人であるところから入れ墨のモチーフとして好まれる
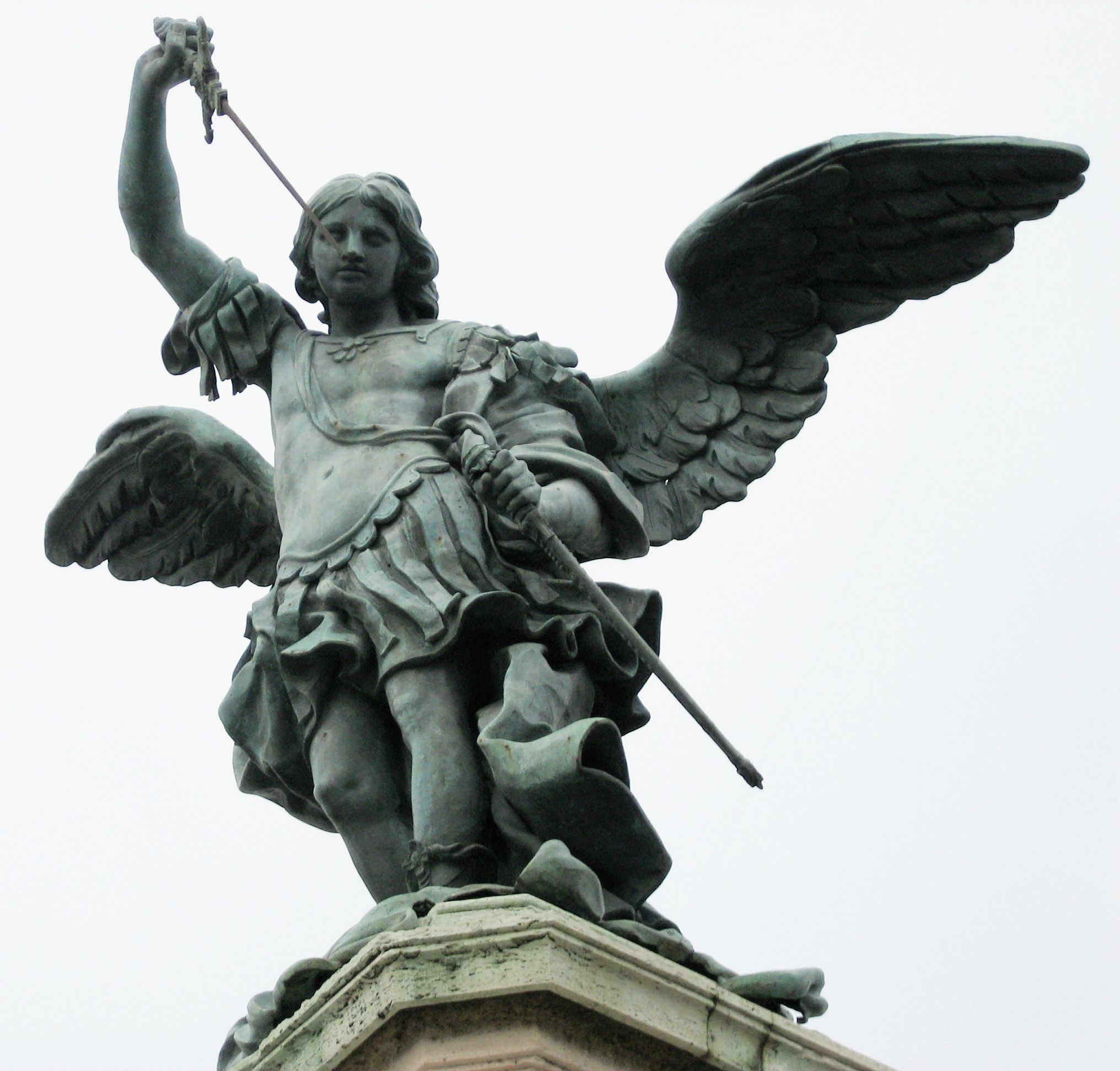
Pierre van Verschaffelt。サンタンジェロ城の先端にあり、城の名前の由来となっている。